# Valcourt
Valcourt is een gemeente in het Franse departement Haute-Marne (regio Grand Est) en telt 745 inwoners (1999). De plaats maakt deel uit van het arrondissement Saint-Dizier.

## Geografie
De oppervlakte van Valcourt bedraagt 3,8 km², de bevolkingsdichtheid is 196,1 inwoners per km².
In de gemeente ligt een deel van het Forêt du Val, een groot bosgebied dat zich uitstrekt tussen de valleien van de Marne en de Blaise.
De onderstaande kaart toont de ligging van Valcourt met de belangrijkste infrastructuur en aangrenzende gemeenten.

## Demografie
Onderstaande figuur toont het verloop van het inwonertal (bron: INSEE-tellingen).